# Оперний театр «Музична драма»
Оперний театр «Музична драма» («Державна українська музична драма») — перший український оперний театр радянських часів, створений всеукраїнським музичним (голова Л. Собінов) і театральним (голова К. Марджанішвілі) комітетами за активної участі С. Бондарчука, С. Бутовського і Леся Курбаса.

## Загальні відомості
Театр відкрився 28 липня 1919 виставою «Утоплена» Миколи Лисенка.
Тут працювали: М. Бонч-Томашевський (головний режисер), Лесь Курбас і В. Гаєвський (режисери), художній керівник — композитор Я. Степовий, балетмейстер — М. Мордкін, головний художник — А. Петрицький, художник О. Хвостенко-Хвостов, диригенти — П. Гончаров, М. Багриновський.
До складу трупи входили вокалісти Л. Собінов, М. Литвиненко-Вольгемут, М. Скибицька, О. Петляш, П. Цесевич, С. Бутовський та ін.
Крім «Утопленої» колектив «Музичної драми» підготував також балет «Азіаде» Йосипа Гютеля, опери «Галька» Монюшко і «Тарас Бульба» Миколи Лисенка (опери не були показані глядачам, оскільки на початку вересня 1919 року театр закрили у зв'язку з окупацією Києва білогвардійцями).